# Sabatina James
Sabatina James más néven Sabatina (Pakisztán, Dhadar, 1982. november 20. –) pakisztáni-osztrák emberjogi aktivista, újságíró álneve. 

## Élete
Muszlim családba született, urdu fordításban olvasta a Koránt. Nőként azonban nem volt képes elfogadni a nőket érintő egyes szabályokat (pl.: a feleségveréshez való jogot). Az iskolában egy keresztény barátjától kapott egy Bibliát, később áttért a keresztény hitre. 2001-ben házasságra akarták kényszeríteni egyik unokabátyjával. Amikor ezt megtagadta, az engedetlenségéért és muszlim hite elhagyása miatt a családja halálra ítélte. Azóta titkos helyeken él, rendőri védelmet kap. 
Az általa alapított Sabatina Egyesület iszlám országokból és muszlim családokból származó nőknek nyújt segítséget. Az iszlámról szóló gondolatai Németországban jelentek meg könyv formájában.

## Művei

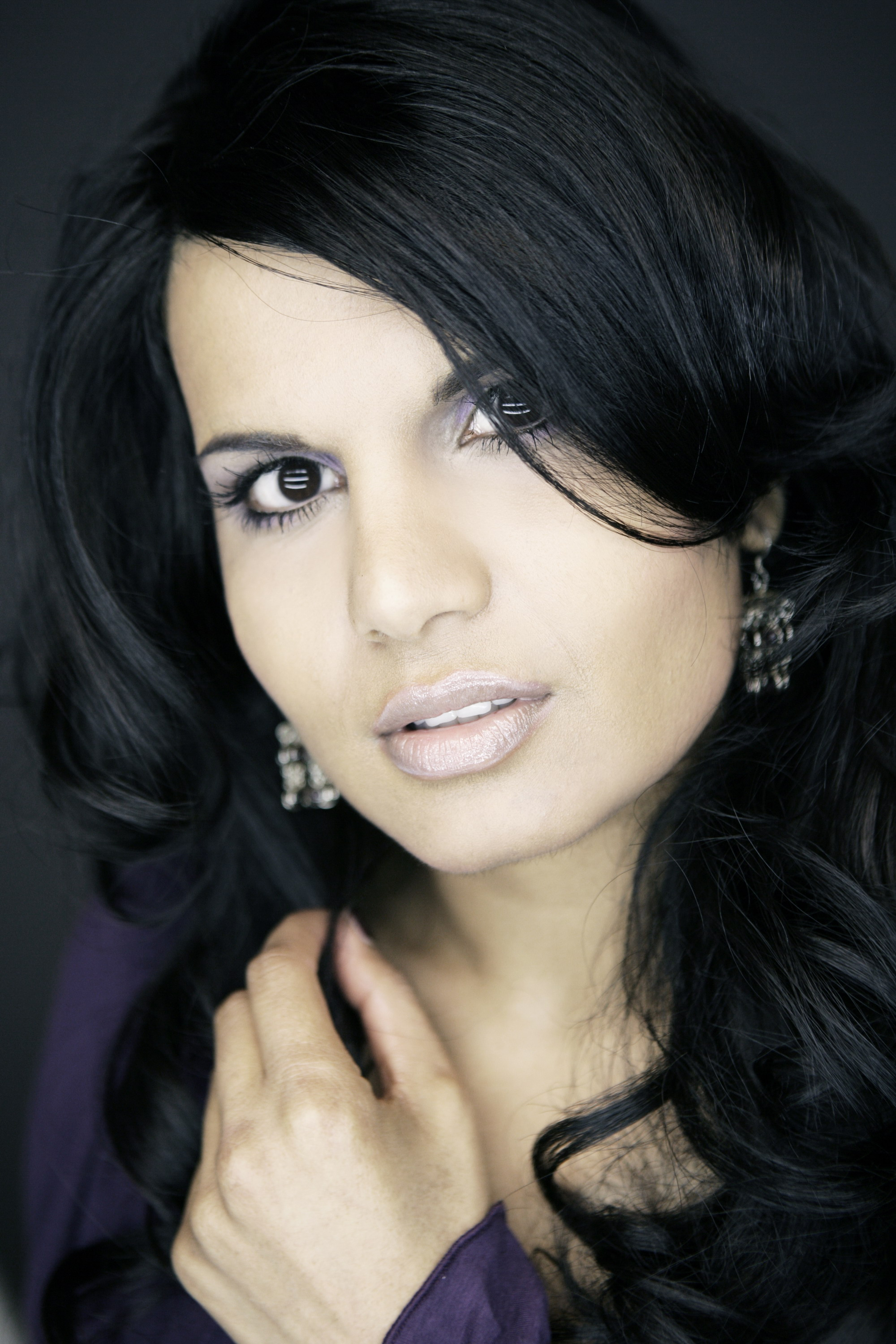
2007-ben

- Sabatina. Vom Islam zum Christentum – ein Todesurteil (Sabatina. Az iszlámtól a kereszténységig – a halálos ítélet, 2003
- Sterben sollst du für dein Glück. Gefangen zwischen zwei Welten (Az apám a halálomat akarja), 2004
- Tränenhochzeit. Muslimas zwischen Ehre und Tod – eine junge Frau klagt an (Könnycsepp esküvő. Muszlim nők a becsület és a halál között – egy fiatal nő vádjai), 2006
- Nur die Wahrheit macht uns frei. Mein Leben zwischen Islam und Christentum (Csak az igazság szabadít fel minket. Az életem az iszlám és a kereszténység között), 2011
- Scharia in Deutschland (Eurábia), 2015

### Magyarul
- Apám a halálomat akarja; ford. Dóczy Katalin; Művelt Nép, Bp., 2016. (Ugyanaz: Fátyol nélkül soha;  Művelt Nép, Bp., 2016)
- Eurábia. Amikor az iszlám törvénye legyőzi az európai jogrendet; ford. Balla Judit; Ulpius Baráti Kör – Művelt Nép, Bp., 2017

## Díjai
- „Frau des Jahres 2014” (Bécs)
- A württembergi evangélikus közösségtől elnyerte a „Reményvivő díjat” (2015. június 26.)
- Gerhard Löwenthal-díjat kapott a keresztények üldöztetése iránti elkötelezettségéért (2017. november 25.)

## Fordítás
- Ez a szócikk részben vagy egészben  a   Sabatina James című német Wikipédia-szócikk ezen változatának fordításán alapul.  Az eredeti cikk szerkesztőit annak laptörténete sorolja fel. Ez a jelzés csupán a megfogalmazás eredetét és a szerzői jogokat jelzi, nem szolgál a cikkben szereplő információk forrásmegjelöléseként.